# Museo nazionale etrusco di Villa Giulia
Il Museo nazionale etrusco di Villa Giulia, noto anche come ETRU, è un museo statale italiano dedicato alle civiltà etrusca e falisca ospitato negli ambienti di villa Giulia e villa Poniatowski a Roma. 
Di proprietà del Ministero della cultura esso è annoverato dal 2016 tra gli istituti museali dotati di autonomia speciale.

## Storia
Con la sede nella villa rinascimentale di Papa Giulio III (costruita come residenza suburbana fra il 1551 e il 1553 da un progetto di Jacopo Barozzi detto il Vignola, Giorgio Vasari e Bartolomeo Ammannati), il museo nazionale etrusco è stato fondato nel 1889 per raccogliere insieme tutte le antichità pre-Romane del Lazio, dell'Etruria meridionale e dell'Umbria appartenenti alle civiltà etrusca e falisca. Nel 2012, il Museo nazionale etrusco di Villa Giulia ha aperto alcuni ambienti anche all'interno della vicina villa Poniatowski, storica dépendance papale. Gli interventi di ampliamento e adeguamento sono stati realizzati anche grazie al Gioco del Lotto, in base a quanto stabilito dalla legge 662/96.
Attraverso un bando internazionale istituito in seguito alla Riforma Franceschini, a maggio 2017 il direttore del museo è diventato l’archeologo umbro Valentino Nizzo, riconfermato nel 2021. Dal 22 dicembre 2023, il direttore ad interim è l'archeologo Vincenzo Bellelli. Dal 16 maggio 2024 è stata nominata come direttrice l'archeologa Luana Toniolo.
Il museo rappresenta la storica sede della finale del Premio Strega.

## Collezione
L'opera più famosa custodita nel museo è il monumento funerario di terracotta noto come il Sarcofago degli Sposi, che rappresenta una coppia di sposi a grandezza quasi naturale adagiata in una luminosa posa conviviale o simposiale.
Gli altri tesori custoditi sono:
- le Lamine di Pyrgi, un testo etrusco-fenicio
- l'Apollo di Veio
- i resti del tempio etrusco di Alatri e sua ricostruzione
- un altorilievo proveniente dal frontone del tempio "A" di Pyrgi[10] con scene tratte dal mito dei Sette contro Tebe con Tideo che mangia il cervello di Melanippo.
- le collezioni Barberini, Castellani e Pesciotti
- la Cista Ficoroni, cofanetto portagioielli in bronzo
- l'Olpe Chigi[11]

## Collegamenti
È facilmente raggiungibile tramite le seguenti linee tranviarie di ATAC.
- Linea 3: fermata “Flaminia/Belle Arti”
- Linea 19: fermata “Museo Etrusco Villa Giulia”